# Leonhard Burlein

Leonhard Burlein (um 1893)

Leonhard Burlein (* 12. Mai 1837 in Engenthal; † 26. April 1898 in Eßleben) war ein fränkischer Kaufmann.

## Werdegang
Burlein lernte als Kaufmann in Altbessingen und war im Anschluss als Kommis in Aschaffenburg und Marktheidenfeld angestellt. Im unterfränkischen Eßleben führte er ein gemischtes Warengeschäft und einen Getreidehandel. Als Kandidat des Zentrums zog er bei der Landtagswahl im Juli 1887 im Wahlkreis Würzburg II in die Kammer der Abgeordneten des Bayerischen Landtags ein, dem er bis zu seinem Tod im April 1898 angehörte.
Zudem war Burlein von Januar 1890 bis Juni 1893 als Abgeordneter des Wahlkreises Unterfranken 5 (Schweinfurt) Mitglied des Reichstags.